# Dexip d'Esparta
|  | Per a altres significats, vegeu «Dexip». |

Dexip (en llatí Dexippus, en grec Δέξιππος "Déxippos") fou un militar nascut a Esparta. Residia a Gela quan Sicília fou envaïda per segona vegada pels cartaginesos sota Anníbal, el net d'Amilcar (406 aC).
Els agrigentins, els primers a ser atacats, li van demanar ajut i es va posar al front d'un cos de mercenaris que va reclutar, però sembla que es va deixar corrompre i això va resultar fatal per la ciutat. Quan la defensa d'Agrigent ja no tenia esperances, va retornà a Gela, ciutat que el govern de Siracusa li havia encomanat de protegir, però al cap de poc fou destituït per Dionís el Vell, al que no va donar suport, segons explica Diodor de Sicília. (Bibliotheca historica 13.85, 87-Z1, 88-Z1, 93-Z1, 9-Z1).